# Акасі Ясусі
Акасі Ясусі (яп. 明石 康; нар. 19 січня 1931, префектура Акіта, Японія) — японський дипломат, адміністратор ООН, заступник Генерального секретаря ООН у 1990-х роках, Почесний громадянин міста Сочі (1989), активний борець за зміцнення миру, безпеку і розвиток співробітництва між державами.
Акаші Ясушіотримав ступінь бакалавра мистецтв в Токійському університеті (1954), навчався по програмі Фулбрайта спочатку в  Університеті Вірджинії, а потім у Флетчерській школі Права і Дипломатії при Університеті Тафтса.
На зустрічі експертів ООН з роззброєння (квітень 1988 в Дагомисі) вручив місту Сочі диплом ООН «Посланець світу», присуджений в вересні 1987 за великий внесок у справу миру.
Акаші Ясуші — ініціатор проведення в Сочі 38-й Пагуошської конференції вчених (серпень — вересень 1988), що проходила під девізом «Глобальні проблеми й загальна безпека».